# Stanisław Czarnecki (ziemianin)
Stanisław Czarnecki herbu Prus III (ur. 6 stycznia 1830 w Gogolewie, zm. 2 grudnia 1905 w Rakoniewicach) – ziemianin wielkopolski, hrabia, polityk, powstaniec styczniowy.

## Zarys biografii

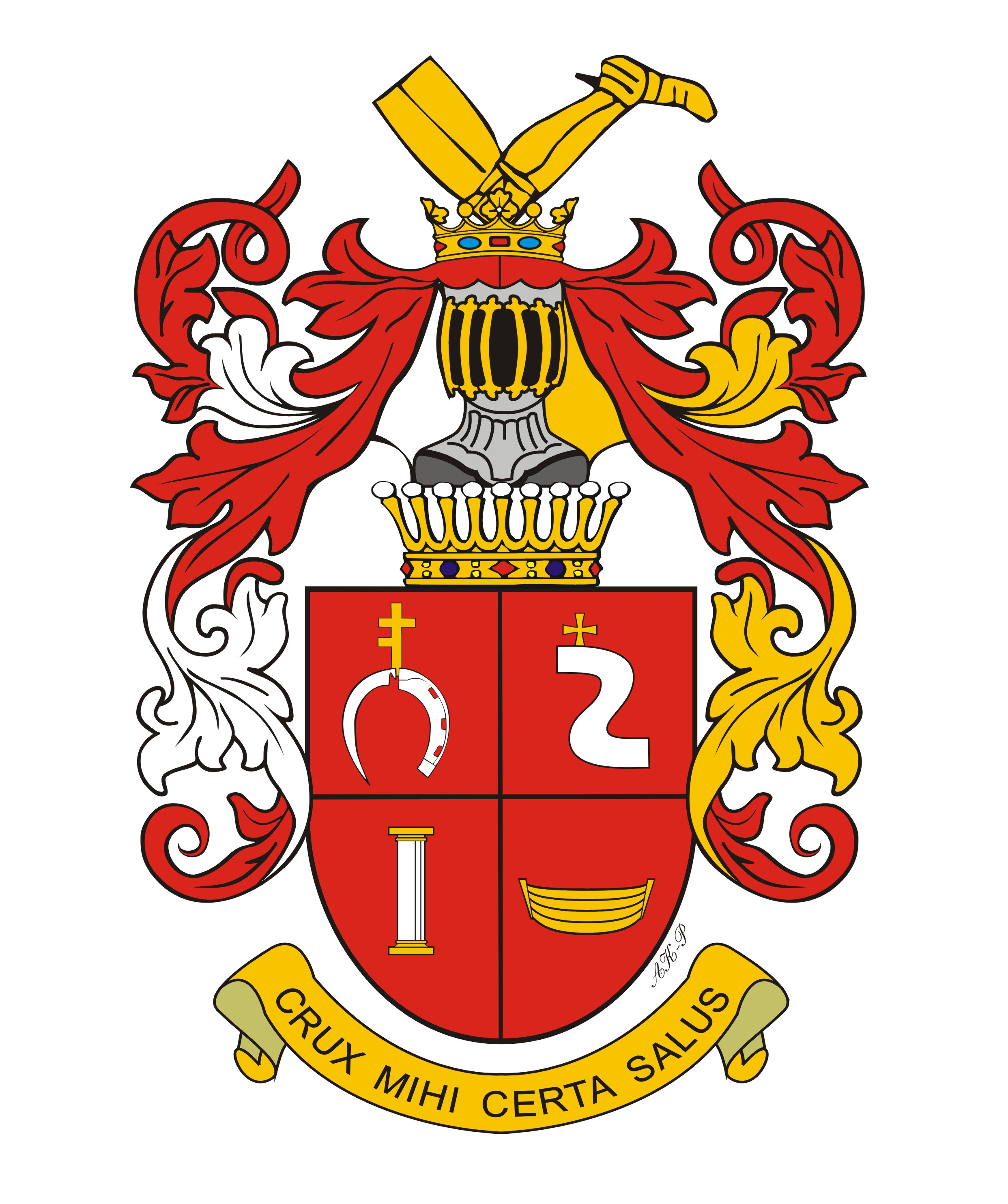
Herb hr. Czarneckich, wersja czteropolowa

Był synem Marcelego i Florentyny z Chłapowskich (zob. Czarneccy h. Prus III). W działach rodzinnych otrzymał w 1857 ordynację Pakosław i uzyskał potwierdzenie nadanego ojcu w 1854 pruskiego tytułu hrabiowskiego przysługującego w primogeniturze i związanego z posiadaniem Pakosławia. Uczęszczał – jak bratanek Wiktor – do Gimnazjum Francuskiego w Berlinie i na uniwersytet we Wrocławiu. W 1860 poślubił hrabiankę Annę z Mielżyńskich h. Nowina (1842–1908) i osiadł w swym majątku.
W czasie powstania styczniowego w pobliskiej Kongresówce Czarnecki pełnił funkcję komisarza wojskowego na powiat Krobia. Wykryły to władze pruskie, Czarnecki został oskarżony o zdradę stanu i spędził półtora roku w więzieniu. Po uwolnieniu poświęcił się tzw. pracy organicznej: bronił księży w czasie kulturkampfu i działał na polu oświaty ludowej, popierając działalność kółek samokształceniowych i wydawnictw książkowych dla ludu wiejskiego.
W roku 1896 przekazał majątki synom (rozwiązując ordynację) i przeprowadził się do Rakoniewic, gdzie spędził resztę życia. Starszy syn Leon (1862–?) stracił tytuł hrabiowski w związku z małżeństwem z mieszczanką z Berlina Ritą Busse (1898) – takie związki małżeńskie z osobami niższymi stanem były zabronione w akcie nadania godności hrabiowskiej z 1857 pod groźbą utraty tytułu. Był bezdzietny, majątki odziedziczył po nim brat Marceli (1864–?)), który w 1898 uzyskał papieski tytuł hrabiego w primogeniturze, ale pozostał bezżenny i bezdzietny, będąc ostatnim potomkiem linii pakosławskiej po mieczu. Oprócz synów Stanisławostwo Czarneccy mieli cztery córki.